# معبد النار فراشبند
معبد النار فراشبند (بالفارسية: آتشکده فراشبند) هو معبد نار تاريخي يعود إلى عصر الساسانيين، ويقع في مقاطعة فراشبند.